# Nationale Bevrijdingsbeweging (Rusland)
Nationale Bevrijdingsbeweging (NBB) is een Russische politieke beweging.
De eerste vermeldingen van de beweging verwijzen naar november 2012.
De activisten beweren, dat NBB een onafhankelijke organisatie zonder rechtspersoonlijkheid is.
NBB declareert het als haar doel de soevereiniteit van Rusland te herstellen.
De beweging staat voor de nationale koers en de territoriale integriteit van de staat.
De activiteiten van NBB worden uitgedrukt in het verspreiden van hun ideologie en het veranderen van de publieke opinie via de deelname aan piketten en meetings, de verspreiding van propagandistische materialen, het persoonlijk werk met overheidsfunctionarissen, en ga zo maar door.
Ook in de bewegingsactiviteiten zijn de oppositie tegen "gekleurde interventies" (de zogenaamde "straat component ") en de "geheime dienst" tegen tegenstanders van de soevereiniteit opgenomen.
In 2016 waren de activisten actief bij het politieke leven van het land betrokken en, in het bijzonder, een aantal deelnemers van NBB heeft de verkiezingen voor de Doema van de Russische Federatie gewonnen.